# 加豊駅
加豊駅（カプンえき）は、大韓民国忠清北道沃川郡にかつて存在した京釜線の鉄道駅（廃駅）である。

## 歴史
- 1967年5月1日：開業
- 1974年12月5日 : 廃止